# Noruega nos Jogos Paralímpicos de Verão de 2012
A Noruega foi um dos participantes dos Jogos Paralímpicos de Verão de 2012, na cidade de Londres, no Reino Unido.

## Medalhistas
| Atleta         | Esporte | Evento         | Medalha |
| -------------- | ------- | -------------- | ------- |
| Roger Aandalen | Bocha   | Individual BC1 | Bronze  |

## Desempenho

### Bocha
| Atleta         | Evento         | Fase de Grupos/ Eliminatória | Fase de Grupos/ Eliminatória | 16 Avos              | Oitavas de final      | Quartas de final           | Semifinal            | 3°lugar Final            | 3°lugar Final |
| Atleta         | Evento         | Adversário Resultado         | Pos                          | Adversário Resultado | Adversário Resultado  | Adversário Resultado       | Adversário Resultado | Adversário Resultado     | Pos           |
| -------------- | -------------- | ---------------------------- | ---------------------------- | -------------------- | --------------------- | -------------------------- | -------------------- | ------------------------ | ------------- |
| Roger Aandalen | Individual BC1 | GRE P. Soulanis V 3*-3       | -                            | bye                  | ARG M. Ibarbure V 5-1 | POR J. P. Fernandes V 3*-3 | GBR D. Smith D 2-5   | BRA J. de Oliveira V 6-4 |               |